# Alessandro Bianchi (Fußballspieler, 1989)
Alessandro Bianchi (* 19. Juli 1989) ist ein san-marinesischer Fußballspieler.

## Karriere
Bianchi spielte bei SS Folgore/Falciano und Virtus Tre Villaggi, 2013 wechselte er zu Pietracuta Carli. Für die san-marinesische Nationalmannschaft spielt er seit 2012.